# Settimana Internazionale di Coppi e Bartali 2008
La Settimana Internazionale di Coppi e Bartali 2008, ventitreesima edizione della corsa e ottava con questa denominazione, valida come evento del circuito UCI Europe Tour 2008 categoria 2.1, si svolse in Emilia-Romagna su quattro tappe più due semitappe dal 25 al 29 marzo 2008 da Riccione a Sassuolo, su un percorso totale di circa 835,5 km. Fu vinto dall'australiano Cadel Evans che terminò la gara con il tempo di 20 ore 19 minuti e 18 secondi, alla media di 41,11 km/h.
Al traguardo di Sassuolo 91 ciclisti completarono la gara.

## Tappe
| Tappa  | Data     | Percorso                                              | km    | Vincitore di tappa | Leader cl. generale |
| ------ | -------- | ----------------------------------------------------- | ----- | ------------------ | ------------------- |
| 1ª-1ª  | 25 marzo | Riccione > Riccione                                   | 95,2  | Francesco Chicchi  | Francesco Chicchi   |
| 1ª-2ª  | 25 marzo | Misano Adriatico > Misano Adriatico (cron. a squadre) | 11,8  | Liquigas           | Francesco Chicchi   |
| 2ª     | 26 marzo | Castel San Pietro Terme > Faenza                      | 175,6 | Niklas Axelsson    | Stefano Garzelli    |
| 3ª     | 27 marzo | Scandiano > Pavullo                                   | 199,4 | Cadel Evans        | Cadel Evans         |
| 4ª     | 28 marzo | Rio Saliceto > Finale Emilia                          | 184,4 | Francesco Chicchi  | Cadel Evans         |
| 5ª     | 29 marzo | Castellarano > Sassuolo                               | 169,1 | Emanuele Sella     | Cadel Evans         |
| Totale | Totale   | Totale                                                | 835,5 |                    |                     |

## Squadre e corridori partecipanti
| N.      | Cod. | Squadra                      |
| ------- | ---- | ---------------------------- |
| 1-8     | ASA  | Acqua & Sapone-Caffè Mokambo |
| 11-18   | LAM  | Lampre                       |
| 21-28   | AST  | Astana                       |
| 31-38   | LIQ  | Liquigas                     |
| 41-48   | THR  | Team High Road               |
| 51-58   | ALM  | AG2R La Mondiale             |
| 61-68   | GST  | Team Gerolsteiner            |
| 71-78   | SIL  | Silence-Lotto                |
| 81-88   | CSF  | CSF Group-Navigare           |
| 91-98   | VBG  | Volksbank-Vorarlberg         |
| 101-108 | GAP  | Preti Mangimi                |
| 111-118 | LPR  | LPR Brakes-Ballan            |

| N.      | Cod. | Squadra                          |
| ------- | ---- | -------------------------------- |
| 121-128 | ELK  | Elk Haus-Simplon                 |
| 131-138 | TCS  | Tinkoff Credit Systems           |
| 141-148 | SDA  | Serramenti Diquigiovanni-Androni |
| 151-158 | FLM  | Ceramica Flaminia-Bossini Docce  |
| 161-168 | NGC  | NGC Medical-OTC Industria Porte  |
| 171-178 | HAD  | Hadimec-Nazionale Elettronica    |
| 181-188 | CZP  | Centri della Calzatura-Partizan  |
| 191-198 | MIE  | Miche-Silver Cross               |
| 201-208 | ADR  | Adria Mobil                      |
| 211-218 | NEP  | Nippo-Endeka                     |
| 221-228 | CIN  | Cinelli-OPD                      |
| 231-238 | AMO  | Amore & Vita-McDonald's          |

## Dettagli delle tappe

### 1ª tappa-1ª semitappa
- 25 marzo: Riccione > Riccione – 95,2 km

Risultati
| Pos. | Corridore         | Squadra       | Tempo    |
| ---- | ----------------- | ------------- | -------- |
| 1    | Francesco Chicchi | Liquigas      | 2h04'17" |
| 2    | Mattia Gavazzi    | Preti Mangimi | s.t.     |
| 3    | Danilo Napolitano | Lampre-N.G.C. | s.t.     |

| Pos. | Corridore         | Squadra       | Tempo    |
| ---- | ----------------- | ------------- | -------- |
| 1    | Francesco Chicchi | Liquigas      | 2h04'11" |
| 2    | Mattia Gavazzi    | Preti Mangimi | a 2"     |
| 3    | Danilo Napolitano | Lampre-N.G.C. | a 4"     |

### 1ª tappa-2ª semitappa
- 25 marzo: Misano Adriatico > Misano Adriatico – Cronometro a squadre - 11,8 km

Risultati
| Pos. | Squadra                      | Tempo  |
| ---- | ---------------------------- | ------ |
| 1    | Liquigas                     | 13'01" |
| 2    | Acqua & Sapone-Caffè Mokambo | a 2"   |
| 3    | Tinkoff Credit Systems       | a 3"   |

| Pos. | Corridore         | Squadra  | Tempo    |
| ---- | ----------------- | -------- | -------- |
| 1    | Francesco Chicchi | Liquigas | 2h17'12" |
| 2    | Vincenzo Nibali   | Liquigas | a 6"     |
| 3    | Dario Cataldo     | Liquigas | s.t.     |

### 2ª tappa
- 26 marzo: Castel San Pietro Terme > Faenza – 175,6 km

Risultati
| Pos. | Corridore        | Squadra       | Tempo    |
| ---- | ---------------- | ------------- | -------- |
| 1    | Niklas Axelsson  | Diquigiovanni | 4h08'04" |
| 2    | Stefano Garzelli | Acqua & Sap.  | a 9"     |
| 3    | José Serpa       | Diquigiovanni | s.t.     |

| Pos. | Corridore        | Squadra       | Tempo    |
| ---- | ---------------- | ------------- | -------- |
| 1    | Stefano Garzelli | Acqua & Sap.  | 6h25'27" |
| 2    | Vincenzo Nibali  | Liquigas      | a 4"     |
| 3    | Niklas Axelsson  | Diquigiovanni | s.t.     |

### 3ª tappa
- 27 marzo: Scandiano > Pavullo – 199,4 km

Risultati
| Pos. | Corridore        | Squadra       | Tempo    |
| ---- | ---------------- | ------------- | -------- |
| 1    | Cadel Evans      | Silence-Lotto | 5h10'50" |
| 2    | Stefano Garzelli | Acqua & Sap.  | a 32"    |
| 3    | Vincenzo Nibali  | Liquigas      | a 1'22"  |

| Pos. | Corridore        | Squadra       | Tempo     |
| ---- | ---------------- | ------------- | --------- |
| 1    | Cadel Evans      | Silence-Lotto | 11h36'20" |
| 2    | Stefano Garzelli | Acqua & Sap.  | a 23"     |
| 3    | Vincenzo Nibali  | Liquigas      | a 1'19"   |

### 4ª tappa
- 28 marzo: Rio Saliceto > Finale Emilia – 184,4 km

Risultati
| Pos. | Corridore         | Squadra       | Tempo    |
| ---- | ----------------- | ------------- | -------- |
| 1    | Francesco Chicchi | Liquigas      | 4h25'41" |
| 2    | Mattia Gavazzi    | Preti Mangimi | s.t.     |
| 3    | Robert Förster    | Gerolsteiner  | s.t.     |

| Pos. | Corridore        | Squadra       | Tempo     |
| ---- | ---------------- | ------------- | --------- |
| 1    | Cadel Evans      | Silence-Lotto | 16h02'01" |
| 2    | Stefano Garzelli | Acqua & Sap.  | a 23"     |
| 3    | Vincenzo Nibali  | Liquigas      | a 1'19"   |

### 5ª tappa
- 29 marzo: Castellarano > Sassuolo – 169,1 km

Risultati
| Pos. | Corridore        | Squadra       | Tempo    |
| ---- | ---------------- | ------------- | -------- |
| 1    | Emanuele Sella   | Diquigiovanni | 4h17'15" |
| 2    | Stefano Garzelli | Acqua & Sap.  | a 2"     |
| 3    | Vincenzo Nibali  | Liquigas      | s.t.     |

| Pos. | Corridore        | Squadra       | Tempo     |
| ---- | ---------------- | ------------- | --------- |
| 1    | Cadel Evans      | Silence-Lotto | 20h19'18" |
| 2    | Stefano Garzelli | Acqua & Sap.  | a 17"     |
| 3    | Vincenzo Nibali  | Liquigas      | a 1'15"   |

## Classifiche finali

### Classifica generale
| Pos. | Corridore        | Squadra       | Tempo     |
| ---- | ---------------- | ------------- | --------- |
| 1    | Cadel Evans      | Silence-Lotto | 20h19'18" |
| 2    | Stefano Garzelli | Acqua & Sap.  | a 17"     |
| 3    | Vincenzo Nibali  | Liquigas      | a 1'15"   |
| 4    | Niklas Axelsson  | Diquigiovanni | a 2'05"   |
| 5    | Emanuele Sella   | CSF Group     | a 2'06"   |
| 6    | Luca Mazzanti    | Tinkoff       | a 2'08"   |
| 7    | Matthew Lloyd    | Silence-Lotto | a 2'14"   |
| 8    | José Serpa       | Diquigiovanni | a 2'20"   |
| 9    | Sylwester Szmyd  | Lampre        | a 2'22"   |
| 10   | Andrea Noè       | Liquigas      | a 2'41"   |

### Classifica a punti
| Pos. | Corridore        | Squadra       | Punti |
| ---- | ---------------- | ------------- | ----- |
| 1    | Stefano Garzelli | Lampre-N.G.C. | 24    |
| 2    | Cadel Evans      | Silence       | 18    |
| 3    | Emanuele Sella   | CSF Group     | 15    |
| 4    | Vincenzo Nibali  | Liquigas      | 15    |
| 5    | Niklas Axelsson  | Diquigiovanni | 10    |

### Classifica scalatori
| Pos. | Corridore         | Squadra       | Punti |
| ---- | ----------------- | ------------- | ----- |
| 1    | Stefano Garzelli  | Lampre-N.G.C. | 13    |
| 2    | José Serpa        | Diquigiovanni | 6     |
| 3    | Fortunato Baliani | CSF Group     | 5     |
| 4    | Andrea Pagoto     | CSF Group     | 5     |
| 5    | Vincenzo Nibali   | Liquigas      | 4     |

### Classifica a squadre
| Pos. | Squadra                              | Tempo     |
| ---- | ------------------------------------ | --------- |
| 1    | Silence-Lotto                        | 60h37'19" |
| 2    | Liquigas                             | a 1'34"   |
| 3    | Miche-Silver Cross                   | a 3'46"   |
| 4    | Serramenti PVC Diquigiovanni-Androni | a 4'39"   |
| 5    | CSF Group-Navigare                   | a 5'56"   |